# Neotropisch gebied

Het neotropisch gebied naar zoölogische opvatting

Het neotropisch gebied is een ecozone in Midden- en Zuid-Amerika die vrijwel geheel samenvalt met het florarijk Neotropis.
De omschrijving wordt op minstens drie manieren ingevuld. De zoölogie geeft er een invulling aan op grond van het verspreidingsgebied van dieren, de plantkunde baseert zich op plantengemeenschappen en de Organization for Flora Neotropica geeft een strikt geografische definitie en houdt de keerkringen als begrenzing aan.

## Zoölogie
Voor zoölogen omvat het gebied heel Zuid-Amerika, Midden-Amerika en het Caribisch Gebied en verder nog het zuidelijke puntje van Florida. Het neotropisch gebied (vanuit zoölogisch oogpunt) wordt dus in het oosten, westen en zuiden door oceanen omgeven. In het noorden vormt het zeer droge en hete gebied in Noord-Mexico een natuurlijke barrière, waardoor er weinig uitwisseling tussen de diersoorten van Noord- en Zuid-Amerika is.

## Plantgeografie
In de plantgeografie wordt de naam neotropen vooral gebruikt voor het florarijk Neotropis dat het tropisch deel van dit gebied omvat. In het noorden wordt de grens dan gevormd door de zuidpunt van Florida en de droge gebieden in Mexico en het zuiden van de Verenigde Staten. De zuidelijke punt van Zuid-Amerika wordt hierbij echter niet meegerekend, omdat deze tot de Antarctische flora worden gerekend.

## WWF

De biomen van het neotropisch gebied

Het World Wildlife Fund heeft voor de hele planeet een indeling in ecoregio's samengesteld waarin het neotropisch gebied een van de acht ecozones vormt. Elf van de veertien biomen komen er in voor. Een deel van Centraal-Amerika, inclusief een deel van Mexico, zowel als het zuiden van Florida worden tot de neotropische ecozone gerekend, maar ook Patagonië, Vuurland en de Falklandeilanden.
De code voor deze ecozone is NT. De code NT0102 is bijvoorbeeld de tweede ecoregio van het neotropisch gebied van het bioom 01: Tropisch of subtropisch regenwoud.

## Organization for Flora Neotropica
De Organization for Flora Neotropica is een organisatie die als doel heeft om een gepubliceerd overzicht te geven van de flora van de neotropen. Deze organisatie definieert de neotropen als het gebied tussen de Kreeftskeerkring en de Steenbokskeerkring in de Nieuwe Wereld, waartoe het zuiden van de Verenigde Staten en de zuidpunt van Florida dus niet behoren.

## Kenmerken
Het aandeel regenwoud binnen het neotropisch gebied is groter dan in alle andere biologische arealen. De regenwouden strekken zich uit van Zuid-Mexico door Midden-Amerika en het noordelijk deel van Zuid-Amerika tot het zuiden van Brazilië. Deze gebieden, waaronder het Amazoneregenwoud, hebben een grote biodiversiteit en staan de laatste decennia door grootschalige ontbossing onder grote druk.

## Geschiedenis van het neotropisch gebied
Zuid-Amerika was vele miljoenen jaren geleden onderdeel van het supercontinent Gondwana, waartoe ook de gebieden behoorden die we tegenwoordig kennen als Afrika, Australië, India, Nieuw-Zeeland en Antarctica. Dieren en planten uit het neotropisch gebied hebben dan ook vaak dezelfde evolutionaire oorsprong als dieren en planten uit de andere delen die tot Gondwana behoorden. Voorbeelden hiervan zijn de Australosphenida en de Antarctische flora.
Na het opbreken van het supercontinent schoof Zuid-Amerika naar het noordwesten, waar het uiteindelijk in botsing kwam met het huidige Noord-Amerika. Over wat nu de landengte van Panama is, ontstond een trek van dieren van Zuid naar Noord en omgekeerd. De Great American Biotic Interchange (grote Amerikaanse biologische uitwisseling) was het gevolg; vele planten- en diersoorten in het zuiden konden deze nieuwe vijanden en vooral de concurrentie niet het hoofd bieden en stierven uit. Daarnaast waren er ook planten en dieren uit het zuiden die zich succesvol in Noord-Amerika wisten te vestigen zoals de Virginiaanse opossum en de gordeldieren.

## Endemische dieren en planten

### Dieren
De neotropische ecozone telt 31 endemische vogelfamilies, meer dan tweemaal zoveel als elke andere ecozone.
Hiertoe behoren onder andere de Nandoes, Tinamoes, sjakoehoenders en de Toekans. Vogelfamilies die oorspronkelijk uniek waren voor de neotropen omvatten de kolibries en de winterkoningen.
Zoogdiergroepen die oorspronkelijk uniek waren voor de neotropen omvatten:
- Orde Xenarthra: Echte miereneters, tweevingerige luiaards, en de gordeldieren
- Breedneusapen
- Caviomorpha knaagdieren, inclusief de capibaras en de huiscavias en Chinchilla's
- Amerikaanse opossums en de opossummuizen

De neotropen zijn ook bekend als de oorsprong van vele vissoorten, waaronde vele die in aquaria zijn terug te vinden zoals de karperzalmen (tetra's), de kopstaanders of de snoekcichliden. Sommige zijn wat lastiger te houden zoals de piranha's.
Voor een overzicht van de vissen van de neotropen zie: Categorie:Vis uit het Neotropisch gebied

### Planten
Plantfamilies die hun oorsprong in de neotropen vinden zijn o.a: Bromeliaceae, Cannaceae en Heliconiaceae.
Plantensoorten die oorspronkelijk uniek waren voor de neotropen zijn onder andere:
- aardappel (Solanum tuberosum)
- tomaat (Solanum lycopersicum)
- cacaoboom bron van cacao en chocolade
- maïs (Zea mays)

Voor een overzicht van planten uit de neotropen, zie categorie:Plant uit het Neotropisch gebied.